# Pfaffengasse (Rhein)
Als Pfaffengasse bezeichnete man früher den geografischen Landstrich entlang des linken Rheinufers mit seinen katholischen Bistümern und Hochstiften, also weltlichen Herrschaftsgebieten der Bischöfe.
- Chur (Schweiz)
- Konstanz (Deutschland)
- Basel (Schweiz)
- Straßburg (Frankreich)
- Speyer (Deutschland)
- Worms (Deutschland)
- Mainz (Deutschland)
- Trier (Deutschland)
- Köln (Deutschland)

Der Begriff „Pfaffengasse“ setzt sich aus dem Wort „Pfaffen“ und „Gasse“ zusammen. Pfaffe ist ein abwertender Name für Priester beziehungsweise Geistliche und Gasse bezeichnet einen schmalen Weg. Der Begriff „Pfaffengasse“ ist heutzutage in diesem Zusammenhang nicht mehr gebräuchlich.